# Slaithwaite
Slaithwaite är en by i unparished area Colne Valley, i distriktet Kirklees, i grevskapet West Yorkshire, i England. Byn är belägen 7 km från Huddersfield. Slaithwaite var en civil parish 1866–1937 när blev den en del av Colne Valley. Civil parish hade 5 183 invånare år 1931. Slaithwaite var ett distrikt 1894–1937 när blev den en del av Colne Valley.